# Doină
La doină (pronunciat en romanès: [ˈDojna]) és un estil de melodia musical romanès, possiblement amb arrels de l'Orient Mitjà, habitual en la música camperola romanesa, així com en Lăutărească. També es va adoptar en la música klezmer. Melodies similars es troben a tota l’Europa de l’Est i als Balcans.

## Orígens i característiques
Béla Bartók va descobrir la doina al nord de Transsilvània el 1912 i va creure que era exclusivament romanesa. Després de trobar gèneres similars a Ucraïna, Albània, Algèria, Orient Mitjà i el nord de l'Índia, va arribar a creure que formen part d'una família de gèneres relacionats d'origen arabo-persa. Va relacionar particularment la doina romanesa amb el sistema turc / àrab Makam. Algunes etnomusicòlegs romanesos van rebutjar les conclusions de Bartók, que van acusar Bartók de biaix antiruman.
No obstant això, les semblances entre la doina romanesa i diverses formes musicals de l'Orient Mitjà han estat documentades posteriorment tant per erudits com per romanesos Fins a la primera meitat del segle xx, tant els músics lăutari com els klezmer es gravaven amb un taksim com a introducció a una melodia. El taksim seria substituït posteriorment per la doina, que s'ha descrit com similar, encara que no totalment idèntica a la taksim. L'etnomusicòleg i músic romanès Grigore Leşe, després d'actuar amb un grup de músics iranians, va notar que les doines de Maramureş tenen "grans afinitats" amb la música arabo-persa.
La doina és una melodia improvisada de ritme lliure, molt ornamentada (generalment melismàtica). La improvisació es fa sobre un patró més o menys fix (generalment descendent), estirant les notes de forma rubato, segons l'estat d’ànim i la imaginació de l’intèrpret. Normalment, les notes prolongades són la quarta o la cinquena per sobre de la nota del pis.
Les doines compaeroles són majoritàriament vocals i monofòniques i es canten amb algunes peculiaritats vocals que varien de lloc en lloc: interjeccions (măi, hei, dui-dui, iuhu), glottal clucking sons, va obturar sobbing efectes, etc. Instrumental doinas és jugat en instruments senzills, normalment diversos tipus de flautes, o fins i tot en rudimentari uns, com una fulla. El camperol doina és un no-ceremonial tipus de cançó i és generalment cantat dins solitud, havent-hi una acció psicològica important: per "alleujar un és ànima" (de stâmpărar en romanès). Grigore Leşe Creu que, mentre els becaris descriuen en detall gran els aspectes tècnics de la doină, fallen per entendre els seus aspectes psicològics. Doinas És lyrical dins l'aspecte i els seus temes comuns són melancholy, longing (dor), erotic sentiments, amor per naturalesa, queixes sobre l'amargor de vida o invocacions a Déu per ajudar dolor de facilitat, etc.
A diferència de doinas camperoles, LAUTAR i doinas klezmer solen anar acompanyats i reproduir en instruments més complexos (violí, pa-PIPE, cymbalom, acordió, clarinet, tárogató, etc.). A més, a diferència de les doines camperoles, les doines lăutar i klezmer es toquen principalment com a introducció a una altra melodia, generalment una dansa.
En les regions de Romania del sud, els lăutari va desenvolupar un tipus de doina al qual van anomenar cântec de ascultare (cançó "de significat per escoltar", de vegades escurçat a de ascultare o senzillament ascultare). El cântec de ascultare també s'ha estès a altres regions de Romania amb variacions.

## Tipus de doină
- Hora lungă - Maramureş.
- Ca pe luncă - Trobat al llarg del Danubi.
- Oltului - Trobat al llarg del Riu Olt.
- De codru - codru Significa "bosc".
- Haiduceşti (cântece haiduceşti, Cântece de haiducie) - "haiduc cançons" haiduc significa "outlaw" o "brigand".
- Ca din tulnic - el tipus únic en quina la melodia imita un tipus de Alpenhorn va cridar el tulnic.[9]
- Ciobanului - Pastor doina.
- De dragoste - Forma popular, normalment aproximadament amor; dragoste significa "amor".
- De jale - Dolç, mournful doina; jale significa "grief".
- De leagăn - Una cançó de bressol; leagăn significa "bressol".
- De pahar - Bevent cançó; pahar significa "beure vidre".
- Foaie verde - Forma clàssica; literalment "fulla verda".
- Klezmer - Tocat per músics jueus de Bessarabia i Moldàvia.

## Estat actual
Mentre que a principis del segle xx, la doina era el tipus de cançó camperola més comú (en algunes zones l’únic tipus), avui ha desaparegut gairebé completament de la vida camperola, com ho ha fet la majoria de la música camperola. Aquest procés s'ha accentuat durant l’ era comunista, amb l’auge de la nova anomenada “ música popular ”, que aporta un nou estil d’actuació que dilueix els estils camperols.
Tanmateix, la doina és comuna al repertori dels lăutari de les regions de l'Ardeal i del Banat.
El 1976 Gheorge Zamfir va trobar èxit popular en el món de parla anglesa quan el programa de televisió religiosa de la BBC The Light of Experience va adoptar el seu enregistrament de "Doina De Jale" com a tema. La demanda popular va obligar Epic Records a llançar la melodia com a senzill i va ascendir al número quatre de les llistes britàniques.
Al 2009 la doina ha estat inclòs en el Patrimoni Cultural Immaterial de la Humanitat.